# 울산 북구의 행정 구역
울산 북구의 행정 구역은 8개 행정동(27개 법정동)으로 구분되며, 울산 북구의 면적은 157.344km2이며, 인구는 2013년 12월 31일 기준으로 63,554세대, 187,968명이다.

## 행정 구역
| 행정동  | 한자    | 면적   | 세대   | 인구    | 행정 구역 |
| ------- | ------- | ------ | ------ | ------- | --------- |
| 농소1동 | 農所1洞 | 14.91  | 10,817 | 31,041  |           |
| 농소2동 | 農所2洞 | 11.41  | 10,654 | 32,987  |           |
| 농소3동 | 農所3洞 | 31.07  | 12,851 | 42,731  |           |
| 강동동  | 江東洞  | 60.7   | 2,109  | 4,652   |           |
| 효문동  | 孝門洞  | 16.28  | 10,662 | 30,259  |           |
| 송정동  | 松亭洞  | 10.79  | 6,430  | 20,330  |           |
| 양정동  | 楊亭洞  | 6.67   | 5,004  | 12,735  |           |
| 염포동  | 鹽浦洞  | 5.54   | 5,027  | 13,233  |           |
| 북구    | 北區    | 157.34 | 63,554 | 187,968 |           |

## 법정동
| 행정동  | 법정동 |
| ------- | --- |
| 강동동  | 구유동(舊柳洞), 당사동(堂舍洞), 대안동(大安洞), 무룡동(舞龍洞), 산하동(山下洞), 신명동(新明洞), 신현동(新峴洞), 어물동(於勿洞), 정자동(亭子洞) |
| 농소1동 | 창평동(倉坪洞), 호계동(虎溪洞), 매곡동(梅谷洞) (일부), 신천동(新泉洞) (일부)                                                                   |
| 농소2동 | 중산동(中山洞), 매곡동(梅谷洞) (일부), 신천동(新泉洞) (일부)                                                                                   |
| 농소3동 | 가대동(加大洞), 달천동(達川洞), 상안동(常安洞), 시례동(時禮洞), 천곡동(泉谷洞)                                                                 |
| 송정동  | 송정동(松亭洞), 화봉동(華峰洞) |
| 양정동  | 양정동(楊亭洞) |
| 염포동  | 염포동(鹽浦洞) |
| 효문동  | 효문동(孝門洞), 연암동(蓮岩洞), 진장동(珍庄洞), 명촌동(明村洞)                                                                                 |

## 연혁

### 구의 역사
- 1997년 7월 15일 : 울산광역시 출범. 중구 진장동, 효문동, 송정동, 양정동과 울주구(현.울주군) 농소읍, 강동면을 관할하는 북구가 신설되었다. 농소읍을 농소1·2·3동으로, 강동면을 강동동으로 변경.(8개동)
- 1998년 3월 1일 : 동구 염포동이 북구로 편입.(9개동)
- 1998년 10월 1일 : 진장동이 효문동에 통합.(8개동)
- 2001년 6월 1일 : 구청 소재지를 남구 신정동 585-9번지에서 연암동 1004-1번지로 변경.

### 박제상과 정자항
박제상이 일본으로 떠났다고 기록돼 있는 '율포항'를 오늘날 북구의 정자항으로 보기도 하다. 사서에 기록된 '율포' 지명이 변하여 오늘날 유포(정자항의 별칭)가 됐다고 보는 견해를 중요한 한 근거로 한다. 그밖에 박제상과 관련된 유적인 망부석, 치술령 유적 등이 대부분 북구에 있다는 점도 주장의 중요한 근거로 삼는다. 이러한 주장을 신봉하는 사람들에 의해 정자항에는 '정자항이 박제상이 떠난 곳'이라는 비석이 세워져 있다. 그러나 일각에서는 율포항이 정자항이라는 주장에 의문을 제기하기도 한다.

### 염포
조선 태종 시기인 1418년 개항한 염포는 일본에게 개항한 삼포 중 한 곳이자 오늘날 울산광역시 북구 염포 지역이다. 왜관을 두어 일본인들이 머물 수 있도록 하였다. 염포는 부산포(부산광역시)나 내이포(창원시 진해구)에 비해 일본에서의 거리가 상대적으로 멀었기 때문에 일본인들이 상대적으로 적게 왕래하였다. <<울산염포지도>>와 신숙주의 <<해동제국기>>에는 염포산 앞 오늘날 성내 일대에 염포 왜관이 있었던 것으로 돼있다.